# 岡田国太郎
岡田 国太郎（おかだ くにたろう、1861年1月29日（万延元年12月19日） - 1945年（昭和20年）3月2日）は、日本の陸軍軍人（軍医官）、医師、細菌学者。医学博士（滋賀県出身者として初の医学博士（博士登録番号42番））。

## 生涯

### 生い立ち
1861年1月29日（万延元年12月19日）、近江国野洲郡守山村吉身（現・滋賀県守山市吉身）で誕生。父は滋賀県議会議長や衆議院議員を務めた岡田逸治郎、母は逸治郎の最初の妻・たみ。八男七女の次男として誕生したが、長男が夭折したことにより跡取りとして育てられる。
1877年（明治10年）、京都欧学校（後の京都府立一中（現京都府立洛北高等学校・附属中学校））に入学し、ドイツ語を学んだ。
1878年（明治11年）、東京外国語学校に入学。
1879年（明治12年）、東京大学医学部予科に入学。同年11月30日、大津町の吉田次右栄門の四女「由己」と結婚する。1887年（明治20年）7月9日、「東京帝国大学医科大学」となった年に卒業した。

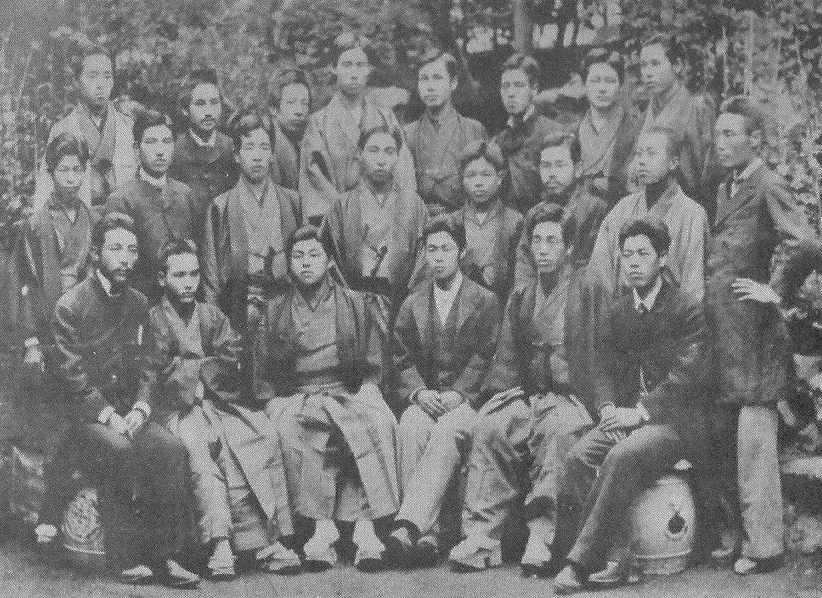
東京帝国大学卒業記念 前列左伊東重・3人目鈴木愛之助・右三輪徳寛、中列右2人目国太郎・3人目神吉翕次郎、後列左佐藤恒久・右2人目高畑挺蔵

国太郎の母たみの実家である木村家は滋賀県栗太郡辻村を本貫地とする鋳物師であるが、拠点は三河岡崎にあり、日本人で唯一のダーウィン・メダルを受賞した木村資生、弟で分子科学研究所名誉教授を務めた木村克美、木村家より鈴木家の養子となり日本の二輪車立ち上げのパイオニアと呼ばれる鈴木俊三は縁戚に当たる。

### 軍医時代
東京帝国大学医科大学を卒業する直前、1887年（明治20年）6月4日、陸軍三等軍医（少尉相当）に任官して陸軍省医務局に出仕。同年8月18日東京鎮台陸軍病院治療課副医官に転じ、同年11月15日陸軍戸山学校附を命じられる。1889年（明治22年）6月24日福岡衛戍病院附となり、同11月10日陸軍二等軍医（中尉相当）に進級。
ドイツ留学期
1890年（明治23年）2月24日付にて福岡衛戍病院附を免じられ、翌25日ドイツへの留学を命じられる。ドイツでは、大学の先輩で寮生活を共にした北里柴三郎の世話によりロベルト・コッホ（Heinrich Hermann Robert Koch、1843年－1910年）に師事し、細菌学・伝染病を研究した。また、ベルリンでは京都欧学校時代の恩師ゼッケンドロフに公私ともに世話になる、同時期に留学した後藤新平とよく行動を共にした。1892年（明治25年）12月4日、陸軍一等軍医（大尉相当）に進級。
日本帰国後
1893年（明治26年）6月8日、日本に帰国。同6月9日付にて陸軍軍医学校教官 および森林太郎（森鷗外）校長の副官を命じられる。また、同年11月、岡田は小池正直・森林太郎・菊池常三郎・平山増之助と共に陸軍病院建築法審査委員に任じられた。
1895年（明治28年）1月11日、清国派遣軍内の伝染病調査のため清国に派遣される。1896年（明治29年）、「衛生学科教科書（陸軍軍医学校）」作成に森校長の副官として携わる。1897年（明治30年）10月11日、陸軍三等軍医正（少佐相当）に進級。また、陸軍軍医学校副官の任を解かれ同校教官となり、併せて陸軍衛生会議議員兼広島軍用水道敷設部事務官を命じられる。1899年（明治32年）、当時軍医監であった小池正直が3月に授与されたのに続き、7月24日学位（医学博士）を授けられた。
1901年（明治34年）11月3日、陸軍二等軍医正（中佐相当）に進級し、同年12月8日台湾守備混成第二旅団司令部附兼台中衛戍病院病院長に転じる。1904年（明治37年）4月2日、軍医学校教官を命じられる。同年7月25日陸軍一等軍医正（大佐相当）に進級。以降、清国に派遣の後陸軍予備病院御用掛を命じられ、その後軍医学校教官に復す。
1904年（明治37年）12月、広島予備病院御用掛を命じられ、広島予備病院第四分院伝染病患者病理試験および細菌検査主任に就任。直後より軍医小久保恵作が院長を勤める同第三分院に戦地帰還脚気患者を収容し脚気精密検査を開始した。
1905年7月、広島予備病院内に脚気病調査委員会が設けられ、岡田が委員長に、小久保恵作三等軍医正・片山誠治二等軍医・日本赤十字社下方正信が委員に任命された。10月脚気調査のため奉天に派遣される。
岡田が軍医学校へ異動後軍医小久保恵作との連名で『脚気病調査第一回略報』（東京医事新誌1428）にて脚気の病原菌発見が発表された。同年12月軍医都築甚之助も脚気病原菌発見を発表し、岡田・小久保両軍医が発見した菌と比較したところ、三名が発見したとする菌全てが別物であることが判明。岡田および都築は脚気病原菌発見を自己否定するに至った（国内では、引き続き脚気伝染病説と中毒説の勢いが強く、脚気の原因をめぐる混乱と葛藤は1920年代の「ビタミン欠乏」説の確定まで続いた。日本の脚気史参照）。

### 離現役、民間医師としての後半生
守山帰郷と再上京

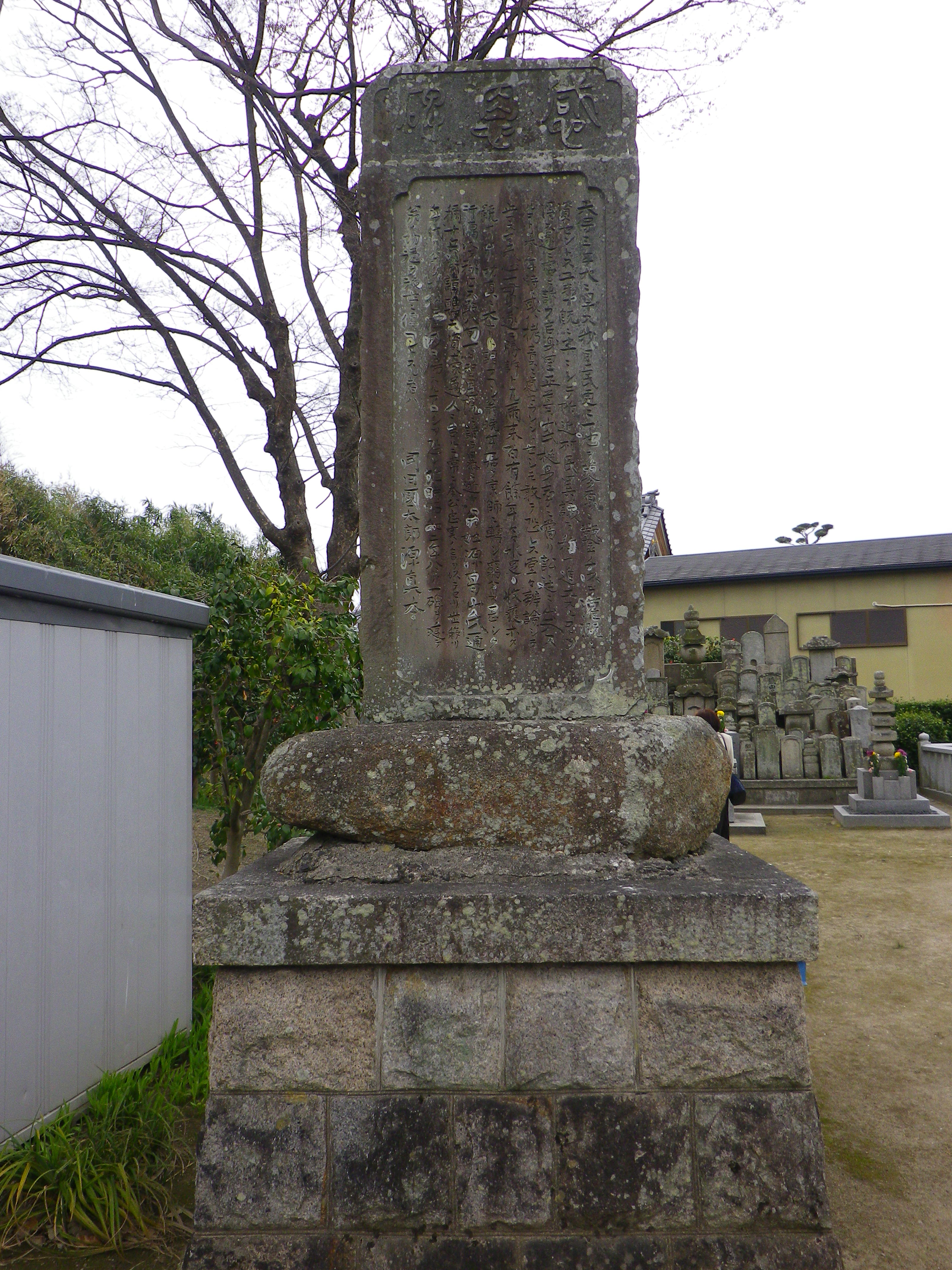
守山市大光寺境内の国太郎建立（1944年）石碑

1906年（明治39年）8月21日、父の病気を理由に陸軍軍医学校教官を休職する。その後、予備役に編入されると郷里守山に戻り、父を看病しつつ医院を開業、後に弟の吉相も加わり、守山で地域医療に従事する。1909年（明治42年）8月14日に発生した姉川地震に際し負傷者救助等の被災者支援に従事していたところ、同年10月4日父逸治郎が永眠する。
その後、先輩・友人より再三上京を促され1914年（大正3年）東京に戻り、同年3月神田表神保町の延壽堂病院の委嘱を請け内科部長として、1923年（大正12年）9月1日の関東大震災により病院が焼失するまで民間医療に従事。以降は、東京と郷里守山を往復する悠々自適の生活を送り、1944年（昭和19年）3月守山に帰り翌1945年（昭和20年）3月2日に死去（一部資料は11日と記すが、岡田家過去帳に従う）。

## 栄典
位階
- 1902年（明治35年）2月20日 - 正六位[20]

勲章等
- 1895年（明治28年）
  - 10月31日 - 功五級金鵄勲章・勲六等瑞宝章[21]
  - 11月18日 - 明治二十七八年従軍記章[22]

## 事蹟

### 主な事蹟
台湾でペスト菌を確認
1896年（明治29年）、岡田は台湾の台南部隊附軍医の依頼により安平港に寄港したジャンク船病死者の調査を行った。その前々年の1894年（明治27年）に北里柴三郎およびフランス人細菌学者アレクサンドル・エルサンが相次いでペスト病原菌発見を発表していた。岡田は検査の結果、この内エルザンが発見した菌（通称・エルザン菌）を検出した旨、10月12日東京医学会に発表した。日本領土内でのペスト菌確認はこれが最初であり、この確認を契機に台湾での防疫体制が整えられていった。
陸軍衛生事蹟編纂
1896年（明治29年）12月16日、日清戦争における戦時の衛生・医療行為をまとめた「明治二十七八年役陸軍衛生事蹟」の編纂を委員として行う（1901年（明治34年）12月17日解任）。
陸軍薬局方（第二版）編纂
1897年（明治30年）10月8日、「陸軍薬局方（第二版）」の編纂を委員として行う（1898年(明治31年)5月30日復命をもって修了）。

### 著作
- 「細菌学」（1884年）同改定版（1886年、1891年） 岡田国太郎著 金原医籍出版
- 「細菌学診断」（1884年） アイゼンベルグ著 岡田国太郎監修 都築宗正出版
- 「免疫及血清療法編：病原幺体学」（1886年） 岡田国太郎著 英蘭堂出版
- 「原生動物編：病原幺体学」（1888年） 岡田国太郎著 英蘭堂出版
- 「神戸に於ける「ペスト」病毒の侵入経路に就て」 岡田国太郎 雑誌太陽 6巻1号

## エピソード

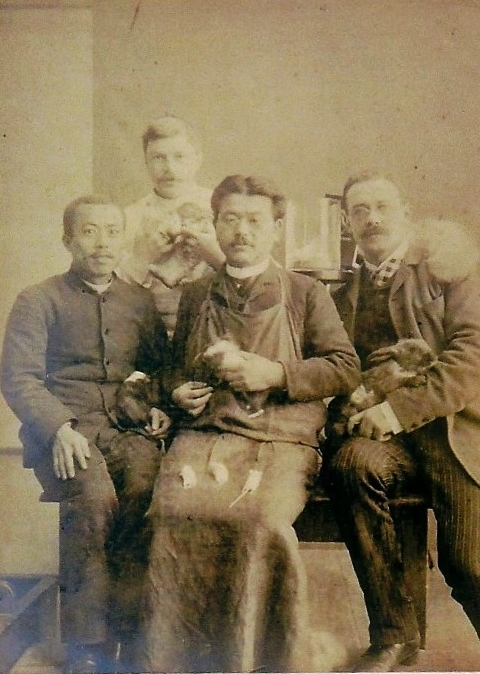
コッホ研究所での国太郎（前列左）と北里柴三郎（前列中央）

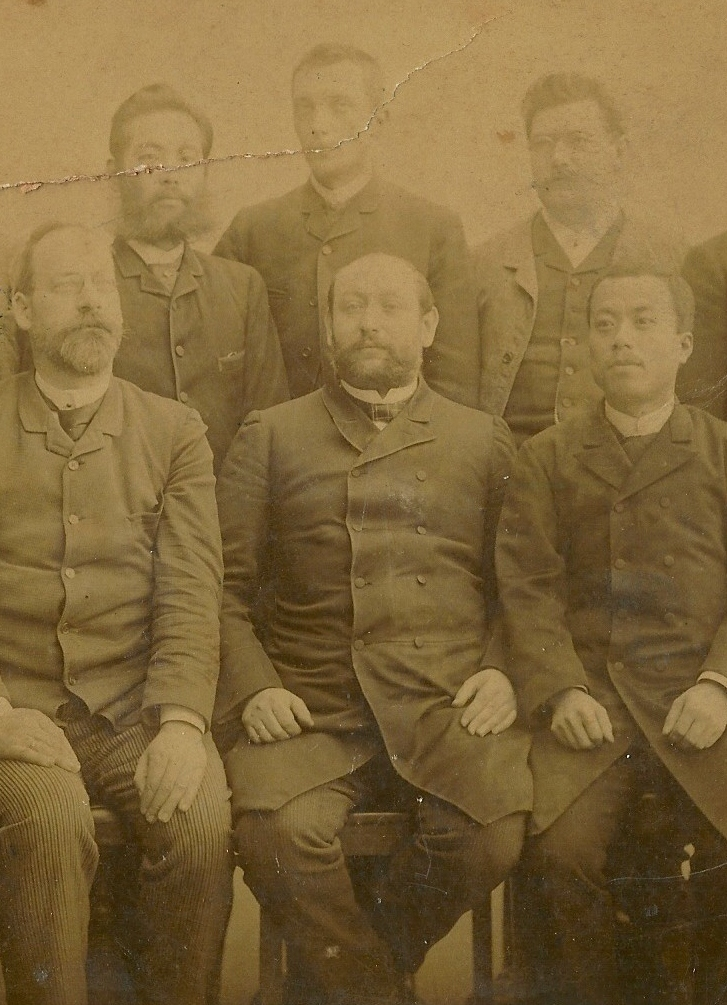
コッホ研究所での国太郎（前列右）と後藤新平（後列左）

岡田国太郎と北里柴三郎
北里柴三郎は国太郎より8年年長だが、東京大学医学部（国太郎入学当時の呼称）では国太郎が入学する1879年（明治12年）から、北里が卒業した1883年（明治16年）までのおよそ4年間を共に同じ学舎で学んだ。1890年（明治23年）国太郎は、ドイツ留学に際しコッホ研究所での研究を希望し、この希望は既に同研究所で指導的立場にあった北里のコッホ宛推薦により叶えられた。
国太郎がコッホ研究所にて学び始めた直後、後藤新平も北里の推薦で同研究所に入った。北里はドイツに不慣れな国太郎、後藤と行動を共にすることも多く、「ある日三人でポツダム宮殿の庭園(Schloss und Park von Sanssouci) を見に行った時、後ろから「おはよう」と声を掛けられ、驚いて振り返ったところドイツ皇帝ヴィルヘルム2世が立っていた。北里は既に破傷風菌の研究でドイツ国内でも名を知られており、三人が自己紹介した時、皇帝も北里の名をご存じであった。また北里は留学歴も長くドイツ語に堪能していたことから、皇帝への答えは全て北里が行い、岡田・後藤は直立不動の姿勢で畏まっていた。」とのエピソードが伝えられている。北里は、国太郎帰国の一年前、1892年（明治25年）に日本に戻った。
北里と後藤は絶えず陸軍医務局と対立する立場にあり、それは帝国大学医学部（当時の呼称）・文部省・陸軍医務局と内務省との対立であった。対立の発端は、北里が留学時代に東大医学部の恩師であると共に北里留学の労を取った、緒方正規の「脚気菌」発見を否定したことに始まる。当時、日本医学会で高い権威を持っていた緒方に対する北里の反論は大問題となり、医学的判断を下せる者がいない日本国内で、北里への攻撃は忘恩・不徳と言う言葉に終始した。
北里への攻撃は、帝大医学部を中心に文部省・帝大医学部と関係が深い陸軍医務局に飛び火した。帰国後どこからも支援を受けられない北里は、ようやく福沢諭吉から支援を得ることができ、伝染病研究所を立ち上げた。その後、伝染病研究所を巡る内務省と文部省の所管争い、およびそもそもの発火点である脚気原因を巡る争いが根深く続いた。
なお福沢諭吉の恩に報いるため北里は慶應大学医学部の初代学部長となり、国太郎の弟岡田満が発足時の初代歯学科教授に招かれた。
ペスト菌
北里と帝国大学の争点にはペスト菌発見に関わる因縁もあった。北里柴三郎と帝大内科教授の青山胤通によって、日清戦争直前の1894年（明治27年）5月香港でペスト調査が行われ、北里は青山が解剖で得た材料を使って病原菌を発見しその結果をイギリスの雑誌に発表した。少し遅れて、フランスのエルザンも病原菌を発見した。北里発見のペスト菌は、その性質の記述でグラム染色法で染まる色の違い（北里の菌は青く染まりエルザンの菌は赤く染まる）などエルザン菌と二つの点で相違していた。この様な中、1896年（明治29年）国太郎により台湾安平でのペスト調査の結果エルザン菌が検出された。これを受け帝大医学部は緒方正規・山極勝三郎等を台湾に派遣し、エルザン菌を確認し北里の間違いを明らかにした。
1897年（明治30年）3月東京医学会第十総会において、緒方正規は前年台湾において行ったペスト調査研究結果を発表した。総会を紹介した雑誌（済生学舎医事新報）によると「第二日八時入場す、此日は彼（緒方）の「ペスト」菌に就て演説あるへき日なれば果たして北里氏一派の説く所と仏医エルザン及び岡田軍医等の言う所と何れが真正のものなるやを聞かん為か来集するもの無慮三百に近く石黒総監を始めとして西郷軍医正平井軍医外五十六名の軍医連をも見受け景況盛んなること殆ど前日の日にあらず…（後略）」 と、国太郎が確認したペスト菌が緒方による北里批判に利用された。なお、国太郎は総会を欠席した。
1899年（明治32年）秋に神戸で流行したペストを調査した際、北里は香港での報告の部分的な誤りを認めた。当時のコッホは、北里とエルザンの菌を夫々取り寄せ調査し、同一の菌であると発表していたが、帝大派は一貫して北里の発見した菌自体を偽ものと主張した。この帝大派の反発はごく最近まで続き、今日漸くペスト菌の第一発見者は北里と認識されるに至った。
岡田国太郎と後藤新平
後藤新平は、国太郎より3年年長で既に愛知県医学校や内務省衛生局で実績があったが、ドイツ留学は国太郎と同年（1890年（明治23年））であった。国太郎にとっては帝大医学部の先輩にあたり、後藤にとっては内務省の同僚にあたる北里柴三郎の紹介で、二人は前後してベルリンにあるコッホ研究所で学んだ。なお、後藤は国太郎が帰国する1年前、北里帰国と同じ年（1892年（明治25年））に離独した。
当時のエピソードとしては、以下のようなことがあった。
国太郎と後藤新平が、エルザッセル・シトラーセと言う公園でベンチに並んで座っていた所、隣のベンチに座るドイツ人から「お前たちは日本人だね。日本と言えば極く小さな国で、つまり支那の保護国だろう。」と声を掛けられた時、後藤がいきなり持っていたステッキで男の肩先をたたき、そして「岡田、逃げよう。こんな奴にかまっていては際限ない。」と言い、二人で逃げ出した。
ベルリンではほとんど毎日一緒に昼飯を食べ、よく二人で牛肉を買ってはスキ焼きにし、長葱が手に入らないため玉葱をその替わりにした。後藤は漬物を発見したと言って、キャベツを細かく刻み塩揉みをし醤油をたらした物を二人で食べたが、後藤は「これは俺が発明した漬物だ。旨いだろう。」と得意気にしていた。
ドイツ時代随分仲が良く一緒にいる時が多かったが、後藤に趣味の様なものはなく、一冬を一緒にメランへ避寒に行った位で芝居や音楽にはほとんど行かなかった。
後藤が「私はもうドイツが嫌いになった。早く内地に帰りたい。米の飯が食いたい。」と言ってホームシックに罹った時、国太郎が留学生仲間から梅干しをわけてもらい、三日間続けてお粥を後藤にふるまった結果、遂に後藤の元気が回復した。
国太郎と後藤の親交はその後も続き、仕事上も偶然にしては多くの関わりがあった。例えば、日清戦争終結後国太郎が1895年清国派遣軍内での伝染病調査に派遣された際、日本で帰還兵検疫責任者は広島宇品港似島検疫所に設けられた臨時検疫事務長官は後藤新平であった。岡田が台湾安平港内のジャンク船でペスト菌を確認した際、後藤新平は台湾衛生顧問の職にあった。また、国太郎が台中衛戍病院病院長として台湾に赴任した際、台湾衛生の責任者は台湾総督府民政長官であった後藤新平であった。後藤新平を支えた児玉源太郎や石黒忠悳は、軍医である国太郎にとって上司であり、特に石黒は軍医局次長として国太郎のドイツ留学を決定した人である。
なお、後年国太郎の弟岡田信は、大蔵省を退官した後東洋拓殖理事・台湾総督府財務局長を歴任したが、当時岡田信を招請した東洋拓殖総裁渡辺勝三郎、台湾総督南弘はいずれも内務省出身で後藤新平に近い人物であった。
岡田国太郎と森鴎外（林太郎）
森鴎外の代表作の一つ『雁』は、1911年（明治44年）9月より1913年（大正2年）5月まで雑誌『スバル』に連載、1915年（大正4年）に加筆が行われ刊行した。
国太郎の故郷滋賀県守山市では、国太郎が『雁』に出てくる岡田のモデルではないかと言われている。それによれば、名前の一致の他、『雁』における岡田がそうであったように国太郎はある時期鴎外と同じ下宿に住んでいたこと、共に帝大医学部出身でドイツに留学していること、小説における体格的な特徴も似ていること、そして国太郎自身が生前家族に「森さんから君の名字を拝借するよ」と言われたことを、理由として挙げている。
成否の判断はつかないが、事実として以下の通り国太郎と『雁』に出てくる岡田には多くの共通点があるとともに、鴎外にとって国太郎は近しい存在であった。
国太郎は鴎外より2年年長だが東京大学医学部では逆に3年後輩に当たり、およそ2年間大学生活が重なる。
1879年（明治12年）から翌年まで、国太郎と鴎外は同じ下宿屋に住み、卒業後は共に陸軍軍医となった。なお、『雁』は主人公である「僕」の1880年（明治13年）の思い出であり、国太郎と鴎外が共に帝大に在籍し、下宿も同じであった時に重なる。
鴎外がドイツ（1884年－1888年）から帰国した2年後に、国太郎はドイツに留学（1890年－1893年）した。なお、鴎外帰国後軍医として最初のドイツ留学者が国太郎である。
国太郎帰国後、軍医学校長（心得）である鴎外の下で国太郎は副官を務め、その後も森が第十二師団に転任した1899年（明治32年）6月まで、国太郎は教官として森と共に教鞭を取った。都合、軍医学校では6年間仕事を共にした仲であった。
国太郎の父死去（1909年（明治42年））後、国太郎が再上京する1914年（大正3年）まで、鴎外を含め多くの人達から国太郎は再上京を促されたとの話があり、その時期は奇しくも『雁』作成の時期と重なる。
浅川範彦
浅川は北里柴三郎に師事し、ジフテリアや破傷風などの血清研究に功績を残した。免疫学者としての浅川の功績を記念して、細菌学および関連領域の研究において行われた優れた研究に対して「浅川賞」が日本細菌学会により定められている。浅川は土佐（現高知県）の生まれで、済生学舎で医術を研鑽した後高知で医業に従事していた。国太郎の同期で高知出身の楠正任の紹介で、医大生であった国太郎は1883年（明治16年）済生学舎で研鑽中の浅川と知り合い、浅川が高知に帰郷した後も交流を続けていた。
浅川はかねてより北里を尊敬していたため、北里が伝染病研究所を立ち上げたことを聞き及ぶと、1894年（明治27年）に一面識も無い北里に弟子入りを申し出た。当然、浅川の人物や学識を知らない北里からは断られてしまった。浅川は帰郷するつもりで国太郎の所へ挨拶に行ったところ、北里から弟子入りを断られたことを知った国太郎は、その場で北里宛の紹介状を書き、浅川に手渡し再度弟子入りを申し出るよう促した。国太郎の紹介状があることを知った北里は、浅川を助手に採用した。
ケーベル先生
ロシア出身の哲学者で音楽家で、帝大で哲学・西洋古典学を、東京音楽大学ではピアノを講じ、安倍能成・岩波茂雄・和辻哲郎等を教え子とするラファエル・フォン・ケーベル（通称ケーベル先生）の在日時期を語る上で、国太郎は重要な証言者となっている。和辻の日記によると、「ケーベル先生は日本に来るに際し陸軍軍医である岡田国太郎と一緒になり、神戸に着くと岡田軍医が案内してくれた」と書かれていた。国太郎の帰国日は1893年（明治26年）6月8日であるため、ケーベル先生の来日日も6月8日と記録された。

## その他

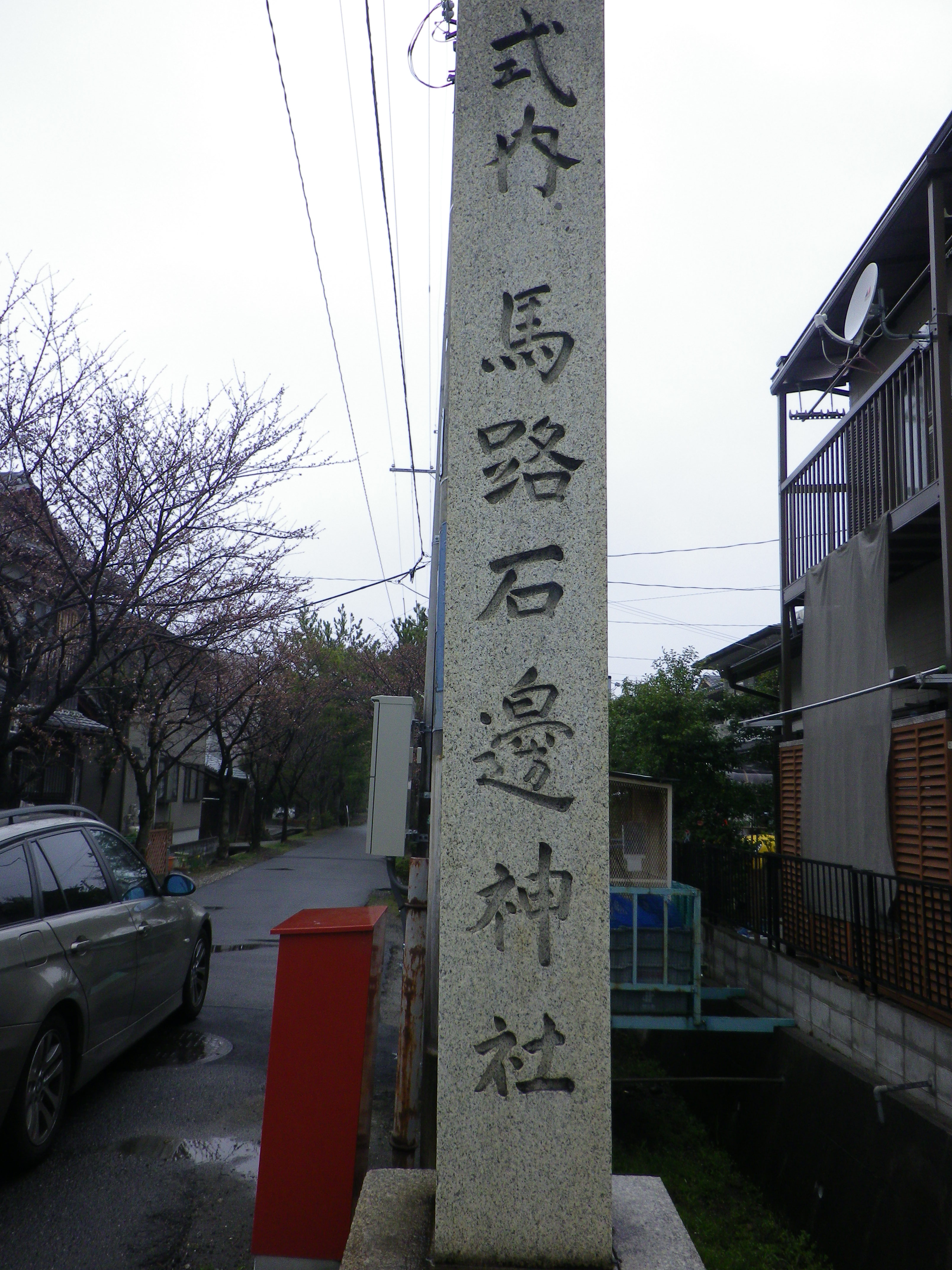
守山市馬道石邊神社の国太郎建立石塔

- 雅号を「槐陰」と称し、また「天外浪人」と自称する。
- 墓所
  - 仏日山大光寺 滋賀県守山市守山1-9-23
  - 東京霊園 東京都八王子市元八王子町2-1623-1
- 建立碑
  - 大光寺境内
  - 馬路石邊神社

## 家族
- 妻：由己（1863年－1956年）滋賀県大津、吉田次右栄門四女
- 長男：岡田驤（1885年―1953年）福岡医科大学卒、旧制福岡高校（現九州大学）教授。
- 次男：岡田弟左（1899年―1975年）日本興業銀行より日本軽金属・三島製紙監査役。長男孝男は順天堂大学名誉教授。次男悌次は著作活動等を通じ広島での被爆体験を伝える。
- 父：岡田逸治郎（1839年－1909年）明治維新後滋賀県県会議長・衆議院議員を務める。
- 母：岡田たみ（1857年－1864年）滋賀県栗太郡辻村木村重左衛門五女。
- 弟：中野善次郎（1866年－1944年）逸治郎三男。草津中野家の養子となる。滋賀県議会議員・草津町長を務める。
- 弟：岡田吉相（1883年－1952年）逸治郎五男。医師（京都東松原にて開業）。長男博は名古屋大学医学部名誉教授・愛知医科大学学長を歴任。
- 弟：岡田信（1885年－1946年）逸治郎六男。大蔵省官僚、銀行家。東洋拓殖理事、台湾総督府財務局長、北海道拓殖銀行頭取、満州興業銀行頭取などを歴任。
- 弟：岡田満（1886年－1962年）逸治郎七男。歯科医師、慶應義塾大学医学部歯学科教授。
- 弟：岡田渡（1892年-1970年）